# Žižkův dub (Třemošnice)

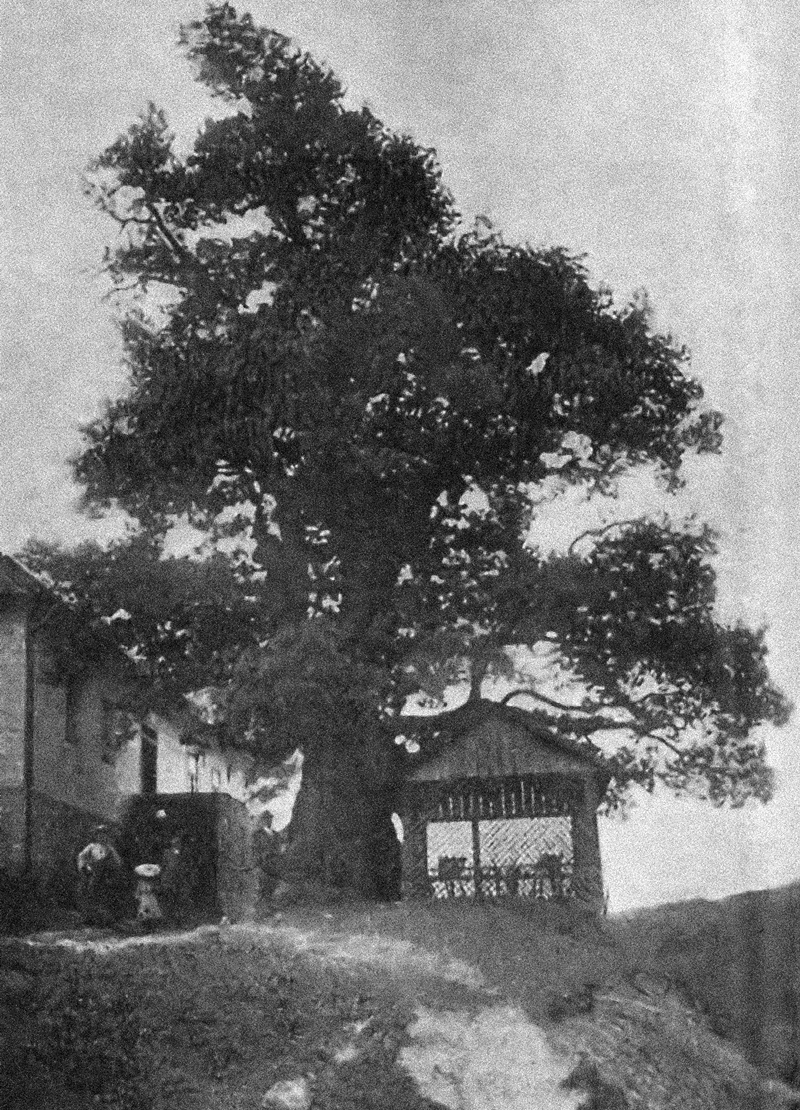
Žižkův dub v Podhradí u Lichnice na historickém snímku Jana Vilíma (kolem roku 1900)

Žižkův dub v Podhradí u Třemošnice (nedaleko hradu Lichnice) patří k nejvýznamnějším památným stromům v České republice. Obvodem svého kmene se řadí mezi pět nejmohutnějších památných dubů České republiky.

## Základní údaje
- název: Žižkův dub v Podhradí, Žižkův dub u Třemošnice, dub u hradu Lichnice
- výška: 28 m (1993),[2][1] 18 m (1996)[2]
- obvod: 890 cm,[1] 922 cm (1993),[2] 900 cm (1996)[2]
- věk: 600–800 let[3]
- sanace: ano (vyzdění, později vybourání, dále sanace dutiny a zastřešení)
- umístění: kraj Pardubický, okres Chrudim, obec Třemošnice, část obce Podhradí
- souřadnice: 49°52'36.90"N, 15°35'21.04"E

Na kmeni dubu je umístěna tabulka s textem:
„Přes 600 let tu stojím u staré hradní cesty. Viděl jsem hrad stavěti, jeho slávu, obléhání, zánik. Kéž bych se dočkal šťastných dnů příštích věků.“
Dubu byl věnován prostor v televizním pořadu Paměť stromů, dílu č. 10: Stromy u hradů a zámků.

## Stav stromu a údržba
Rozměrný kmen je dutý, dutina otevřená, v horní části (otvor po zaniklém terminálu) zastřešená. Strom přežil požár hradu roku 1610, zboření hradu roku 1649, požár dutiny kmene v roce 1969, kdy ho hasili požárníci až z Chrudimi a vylomení části koruny roku 1987. Po požáru byla dutina vyzděna, ale jak je dnes známo, tento způsob ošetření není vhodný, protože brání přirozené ventilaci a regeneraci stromu. Proto byla později vyzdívka odstraněna a ochranáři z Třemošnice a CHKO Železné hory provedena sanace dutiny včetně zastřešení.

## Historie a pověsti
Strom je nazýván Žižkův podle dvou výprav husitů, kteří hrad Lichnice dobývali. Ani jedné výpravy se ale Žižka osobně neúčastnil. Dub údajně stál u původní brány hradu (kde byl zasazen při stavbě hradu kolem roku 1250) – dnes je to u bývalého hostince v jižní části obce.
Ke stromu se ale vztahuje pověst. Kolem roku 1490 patřil hrad Mikuláši Trčkovi z Lípy. Jednou musel Mikuláš Trčka odjet z Prahy do Vídně a zprávu o své cestě poslal na Lichnici vyřídit mladého rytíře Viléma. Ten se na první pohled zamiloval do Trčkovy choti, krásné paní Kateřiny. Ta při své zdrženlivosti svolila pouze ke schůzce na rozloučenou právě u tohoto dubu. Tam ale mladé milence přistihl prchlivý Mikuláš Trčka, Kateřinu nechal zazdít na Lichnici a Viléma setnout.

## Galerie

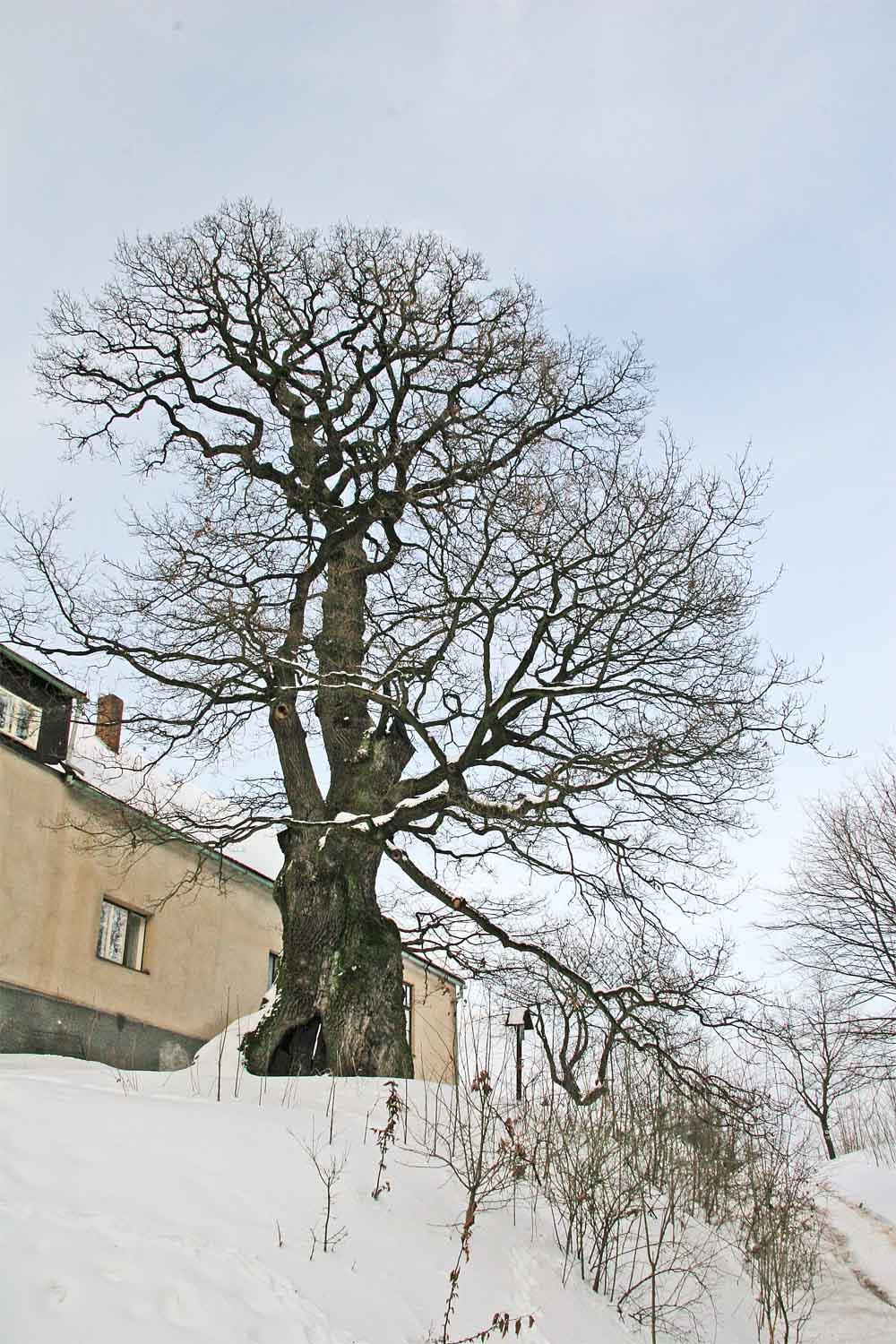
zima 2006
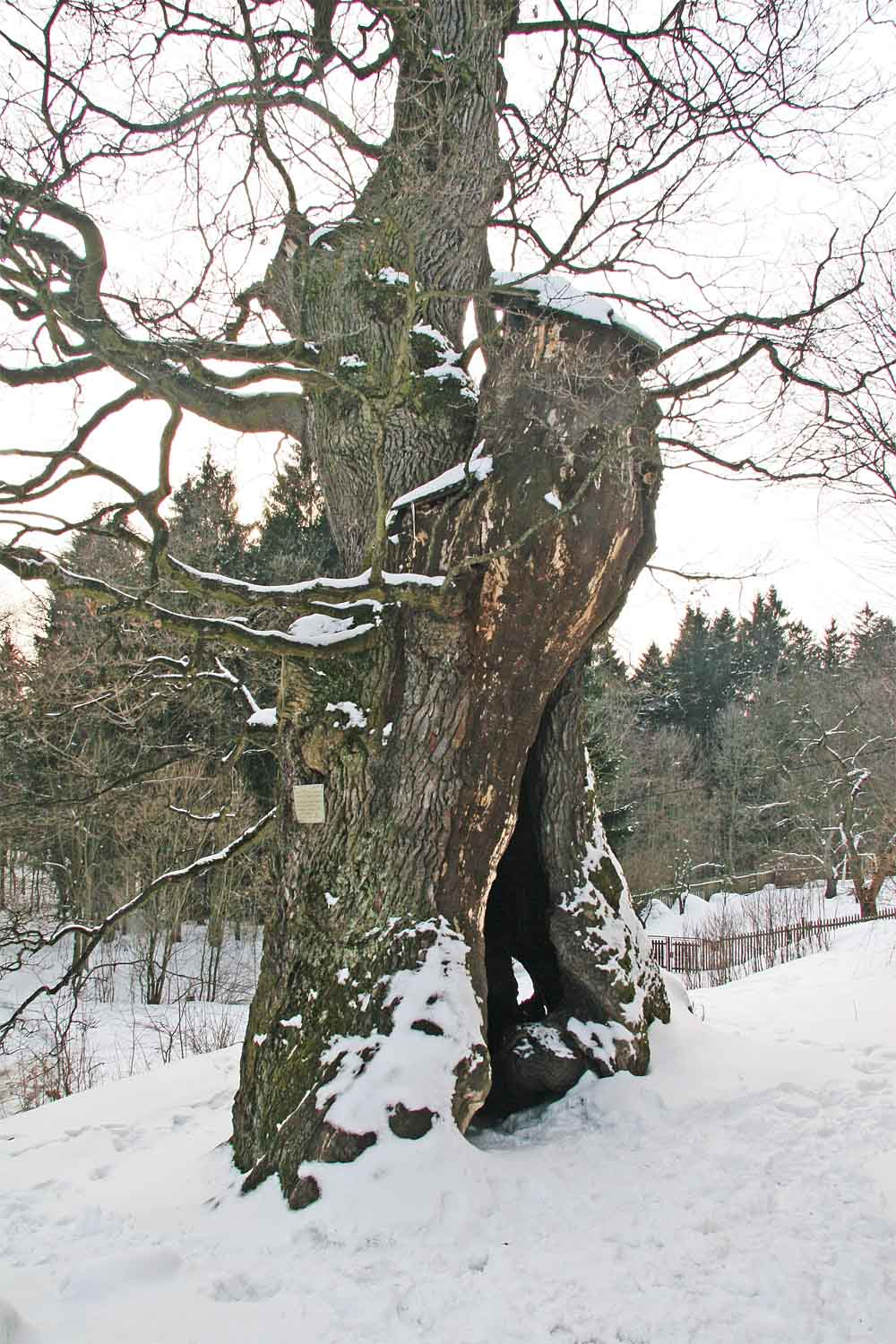
zima 2006 (dutina)
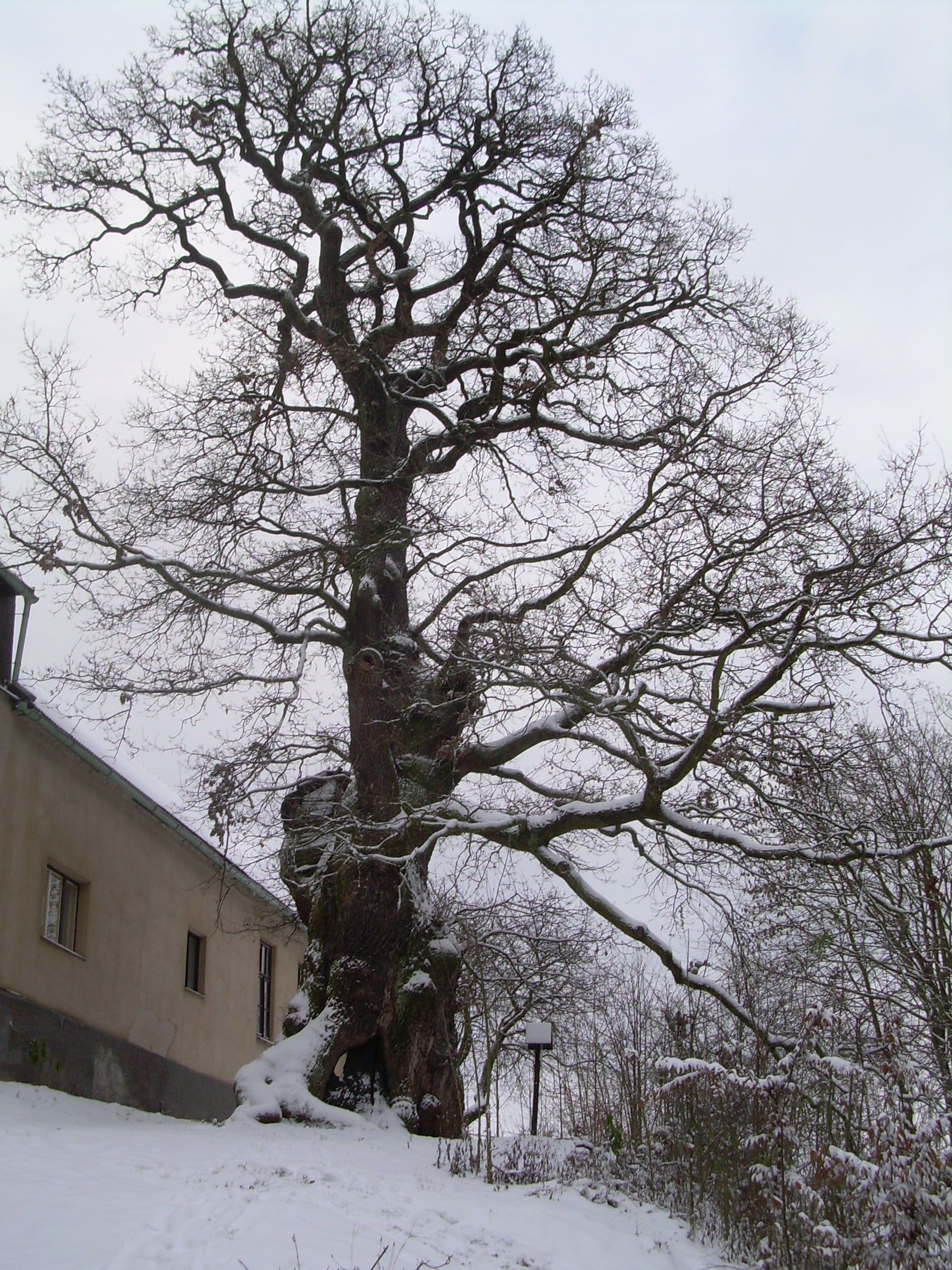
zima 2008
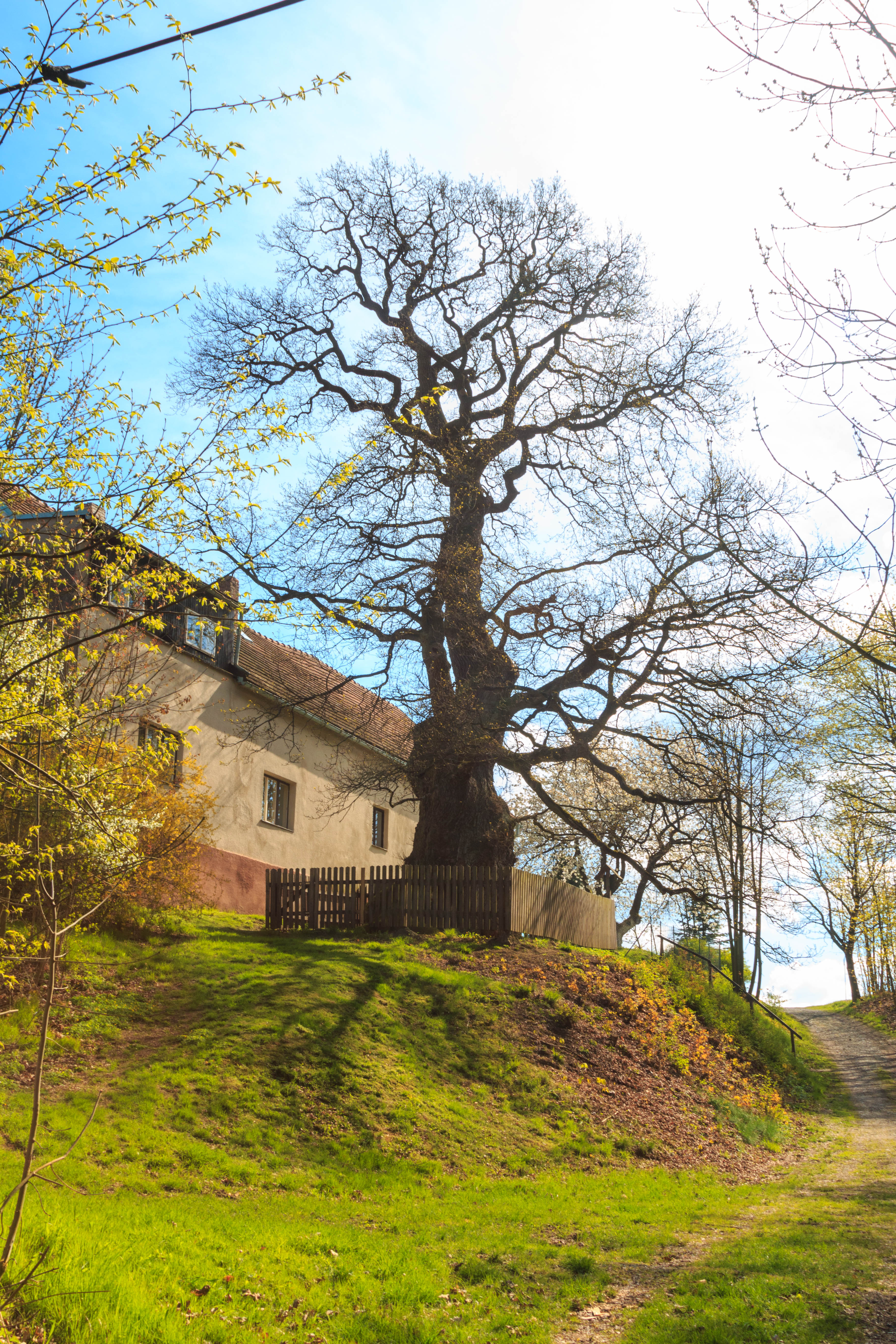
jaro 2016

## Památné a významné stromy v okolí
- Slavíčkův dub v Kraskově (3 km V)
- Buk u Pařížova (6 km J)
- Platan v Běstvině (4 km J)
- Duby v Běstvině (4 km J)